# Verhouding (wiskunde)

De breedte-hoogteverhouding van een typisch beeldscherm

In de wiskunde is de verhouding (ratio) tussen twee grootheden het quotiënt ervan. Soms wordt een speciale schrijfwijze gebruikt met behulp van een dubbele punt. Als het quotiënt bijvoorbeeld 3 is wordt dit genoteerd als 3:1 en uitgesproken als 3 staat tot 1 of 3 op 1. Soms wordt een schuine streep gebruikt, dan kan de schrijfwijze overeenkomen met deze van een quotiënt. Zo kan 2/3, als getal, uitgesproken worden als twee derde, en als verhouding als 2 staat tot 3 of 2 op 3.
Een verhouding kan ook uitgedrukt worden door middel van een percentage.

## Rekenen met verhoudingen
Daar verhoudingen in wezen quotiënten zijn, kunnen onbekenden berekend worden steunend op rekenregels van de breuken. 
Stel, we hebben de volgende opdracht: ' 10 staat tot 20 '  is gelijkwaardig met  ' 3 staat tot .?. '
We schrijven de verhoudingen als breuken en de onbekende noemen we x.
{\displaystyle {\frac {10}{20}}={\frac {3}{x}}}
We maken de breuken gelijknamig. 
{\displaystyle {\frac {10x}{20x}}={\frac {60}{20x}}}
Zo vindt men gemakkelijk dat x gelijk is aan 6.
Een andere methode om dit soort vergelijkingen op te lossen is met kruislings vermenigvuldigen.

## Verhouding van evenwijdige vectoren
Als een reëel getal r bestaat zodat  {\displaystyle {\overrightarrow {AB}}=r.{\overrightarrow {CD}}} dan is de verhouding {\displaystyle {\frac {\overrightarrow {AB}}{\overrightarrow {CD}}}} van die vectoren gelijk aan r.